# Cześnik Maciej Raptusiewicz

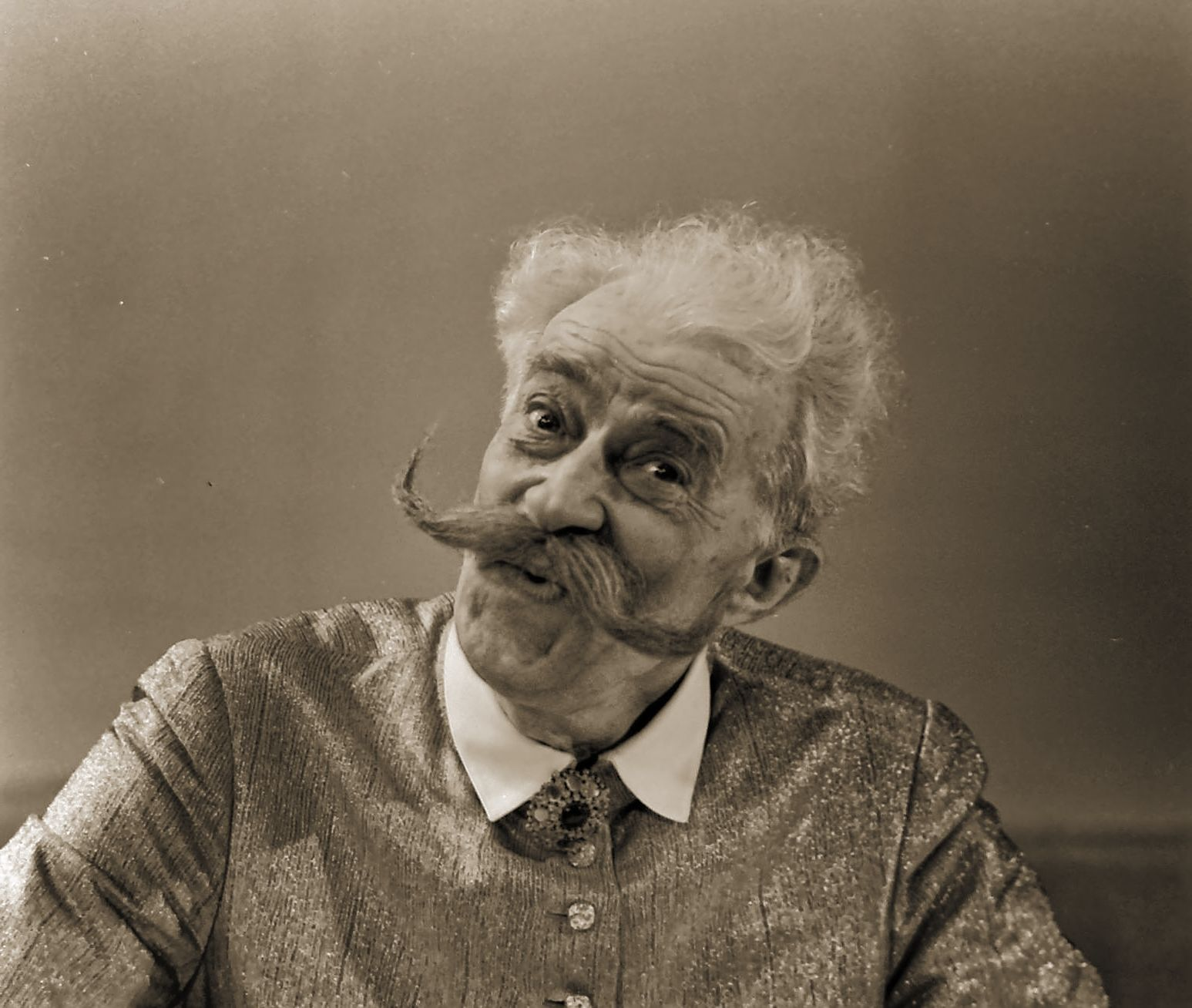
Jan Świderski jako Maciej Raptusiewicz w Zemście granej w Teatrze im. Juliusza Osterwy w Lublinie (1984)

Cześnik Maciej Raptusiewicz – postać literacka, jeden z głównych bohaterów komedii Zemsta (1834) Aleksandra Fredry; antagonista Rejenta Milczka.

## Charakterystyka
Maciej Raptusiewicz jest cześnikiem ziemskim. Stary kawaler, buntownik, łatwo wybucha gniewem. Wysoki, czerstwy, dobrze zbudowany, w średnim wieku, szczery, dąży wprost do celu. Jego wykształcenie jest znikome. Konfederata barski, za młodu walczył z Moskalami, służąc prawdopodobnie pod komendą Kazimierza Pułaskiego. Nieznany jest jego wiek. Cześnik cierpi na różne choroby np. kurcz żołądka i reumatyzm. Jest postacią komiczną. Jego ulubionym powiedzeniem jest mocium panie. 
Chce wziąć ślub z Podstoliną, lecz nie udaje mu się to. Jego bratanicą jest Klara, która kocha syna Rejenta – Wacława Milczka.

## Cześnik w filmie
W ekranizacji Zemsty (1956) w reżyserii Antoniego Bohdziewicza i Bohdana Korzeniewskiego rolę Raptusiewicza zagrał Jan Kurnakowicz, zaś w Zemście (2002) w reżyserii Andrzeja Wajdy w roli Cześnika wystąpił Janusz Gajos.